# Coprinus
Pour les articles homonymes, voir Coprin (homonymie).
Genre
Coprinus est un genre de champignons basidiomycètes de la famille des Agaricaceae, appartenant à l'ordre des Agaricales. Il comprenait à l'origine tous les champignons appelés en français « coprins », dont la principale caractéristique est d'avoir des lames déliquescentes à maturité et des spores noires. Mais l'évolution de la taxinomie fait qu'aujourd'hui de nombreux coprins sont classés dans d'autres genres et familles. Le genre Coprinus comporte beaucoup d'espèces, dont une seule est un bon comestible, le coprin chevelu (Coprinus comatus), à condition de le consommer très jeune. Les coprins apprécient les terres grasses, fumées ; certains poussent même sur les excréments d'animaux.

## Classification phylogénique
La classification phylogénique va modifier la répartition des espèces en plusieurs genres: Coprinus, Coprinellus, Coprinopsis et Parasola, ces trois derniers genres reclassés dans la famille des Psathyrellaceae.

## Principale espèce

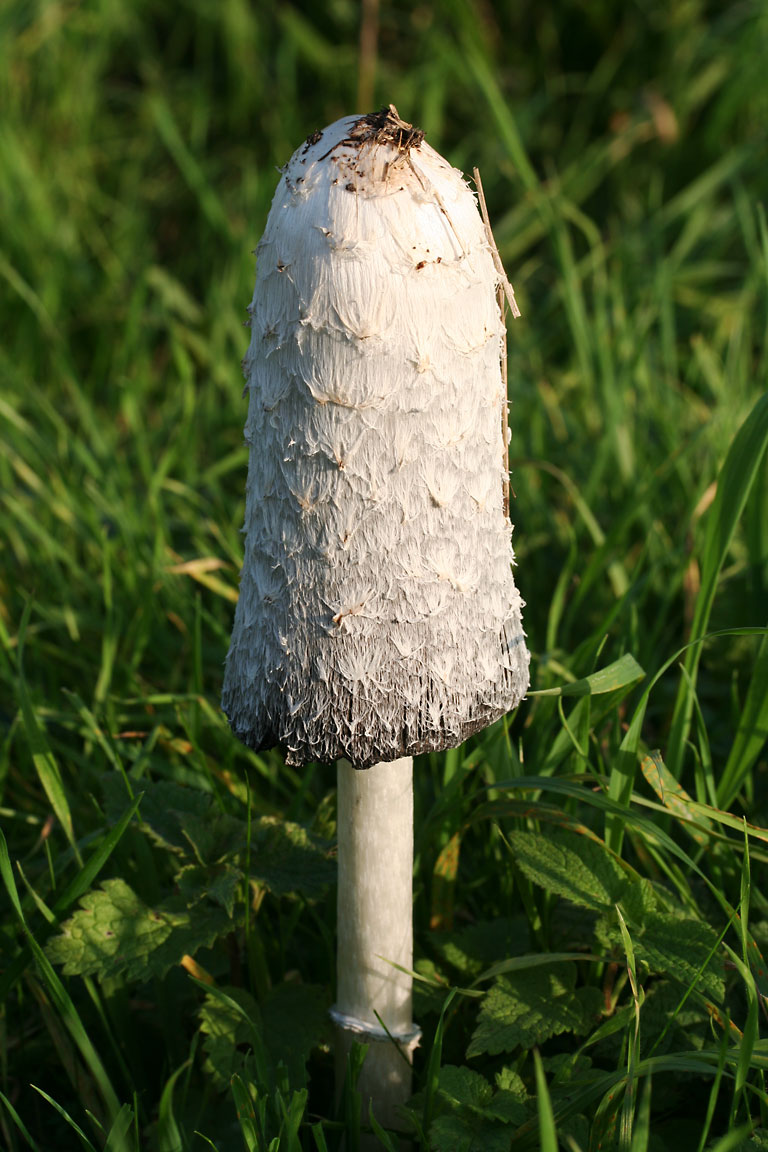
Coprinus comatus

### Coprin chevelu
Le Coprin chevelu (Coprinus comatus) est facilement reconnaissable à son chapeau qui recouvre presque la totalité du pied. Entièrement blanc au début, le chapeau se couvre de mèches jaunâtres ou ocrées (d'où son qualificatif de chevelu). Les lamelles virent rapidement du blanc au rose, puis au noir. Il est déliquescent, mais moins fortement que le précédent. Il pousse en touffes importantes dans des lieux souvent inattendus (jardins publics des villes). Jeune, c’est-à-dire entièrement blanc, c'est un excellent comestible, à condition de le manger rapidement après la cueillette (il devient rapidement inconsommable, noircissant et se liquéfiant). On peut le préparer en sauce blanche.

## Liste des espèces
Les espèces du genre coprinus sont :
- Coprinus albidofloccosus
- Coprinus amphithallus
- Coprinus angulatus
- Coprinus argenteus
- Coprinus atramentarius
- Coprinus bonatii
- Coprinus brunaudii
- Coprinus cardiasporus
- Coprinus cineratus
- Coprinus cinereofloccosus
- Coprinus clastophyllus
- Coprinus comatus
- Coprinus conditus
- Coprinus coniophoroides
- Coprinus curtus
- Coprinus diaphanus
- Coprinus digitalis
- Coprinus dilectus
- Coprinus disseminatus
- Coprinus ellisii
- Coprinus epichloeus
- Coprinus eurysporus
- Coprinus filholi
- Coprinus filiformis
- Coprinus geesteranii
- Coprinus globisporus
- Coprinus gonophyllus
- Coprinus griseofoetidus
- Coprinus hansenii
- Coprinus heimii
- Coprinus insignis
- Coprinus kimurae
- Coprinus kubickae
- Coprinus laanii
- Coprinus lagopus
- Coprinus latisporus
- Coprinus levisticolens
- Coprinus lotinae
- Coprinus luteocephalus
- Coprinus martinii
- Coprinus minutisporus
- Coprinus niveus
- Coprinus pallidissimus
- Coprinus papillatus
- Coprinus phlyctidosporus
- Coprinus picaceus
- Coprinus plicatilis
- Coprinus poliomallus
- Coprinus pseudocortinatus
- Coprinus pyrenaeus
- Coprinus pyrrhanthes
- Coprinus rapidus
- Coprinus rhombisporus
- Coprinus roris
- Coprinus rufopruinatus
- Coprinus saccharomyces
- Coprinus sassii
- Coprinus sclerocystidiosus
- Coprinus scobicola
- Coprinus silvaticus
- Coprinus spadiceisporus
- Coprinus spelaiophilus
- Coprinus sterquilinus
- Coprinus subimpatiens
- Coprinus subpurpureus
- Coprinus trisporus
- Coprinus utrifer
- Coprinus velatopruinatus
- Coprinus vermiculifer
- Coprinus xantholepis
- Coprinus xanthothrix
- Coprinus xerophilus